# Austnes (Troms)
Pour les articles homonymes, voir Austnes.
Austnes est une localité du comté de Troms, en Norvège.

## Géographie
Administrativement, Austnes fait partie de la kommune de Bjarkøy.